# Formato documentale
In informatica, un formato documentale è un formato di file per la rappresentazione di documenti digitali su supporti di memorizzazione. Esistono numerosi formati documentali, la maggior parte dei quali sono incompatibili fra loro.

## Descrizione
Secondo la scienza dell'informazione, la parola documento si riferisce alla combinazione di un supporto fisico e informazioni (che sono rilevanti per l'utente). Se si esamina un generico documento digitale possiamo trovare quattro tipi di informazioni o componenti: il contenuto, la struttura, lo stile di presentazione e i metadati. In genere queste informazioni vengono confuse in unico file: si provi ad aprire ad esempio un file .doc con un editor di testo. Il linguaggio XML rappresenta una soluzione a questo problema: esso infatti consente di tenere separate queste componenti. Anche il file XSV rappresenta un'altra ottima soluzione in quanto perfettamente leggibile.

### Contenuto
Il contenuto è generalmente costituito dalle parole che compongono il documento; un documento elettronico può contenere dati di diversa natura: testo, immagine, audio e video.

### Struttura
La struttura di un documento è la sua componente logica: è l'informazione che indica come suddividere il contenuto in elementi, eventualmente suddivisi in sottoelementi e così via in una sorta di gerarchia ad albero. Ad esempio, questo documento ha un titolo e una successione di sezioni aperte a loro volta da un titolo. Inoltre possiamo avere che il contenuto delle sezioni è suddiviso in paragrafi, sottoparagrafi, liste, ecc.

### Stile
Lo stile è l'informazione legata a come rendere il documento su un particolare dispositivo. In genere i documenti sono stati pensati principalmente per essere "resi" su carta, ovvero "stampati" o su monitor. In questo caso si dice che sono visualizzati. Ma possiamo anche pensare ad altri modi di rappresentare un documento: ad esempio su un dispositivo per ipovedenti. In questo caso il documento viene "letto". Avremo quindi bisogno di altre informazioni di stile per istruire un sintetizzatore vocale affinché possa convertire contenuto e struttura in segnale audio.

### Metadati
Se andiamo a esaminare da vicino le informazioni contenute in un file elettronico, troviamo essenzialmente i tre tipi di informazioni succitati. In realtà esiste anche un quarto tipo di informazione di cui molte volte ignoriamo l'esistenza. Si tratta di informazioni "bibliografiche" (come il nome di chi ha composto il documento ovvero dell'autore, le date di creazione e di ultima modifica, il nome del programma usato per comporre il documento), oppure informazioni per descrivere e rendere più facile la ricerca del documento stesso. Questo tipo di informazioni vengono genericamente detta "metainformazioni" ovvero informazioni sulle informazioni. Per evitare fraintendimenti, si precisa che la suddivisione tra informazione (contenuto, struttura e stile) e metainformazione non è affatto netta e precisa: quello che per alcuni è informazione, per altri viene visto come metainformazione. Ad esempio, il titolo di un libro può essere classificato in entrambe le maniere.

## Formati documentali comuni
Quella che segue è una raccolta non esaustiva dei principali formati documentali di uso comune. La maggior parte è orientata alla rappresentazione di "documenti da ufficio", ed è implementata dalle suite di software per ufficio.
- formati per documenti da ufficio Microsoft Office (legacy)
  - DOC – documento di testo Microsoft Word 2003
  - PPT – raccolta di diapositive Microsoft PowerPoint 2003
  - XLS – cartella di lavoro Microsoft Excel 2003
- OOXML – formato per documenti da ufficio basato su XML, utilizzato principalmente da Microsoft come base per i formati Office dal 2007 in poi
  - DOCX – documento di testo Microsoft Word 2007
  - PPTX – raccolta di diapositive Microsoft PowerPoint 2007
  - XLSX – cartella di lavoro Microsoft Excel 2007
- ODF – formato libero per documenti da ufficio, usato da LibreOffice
  - ODT – documento di testo OpenDocument
  - ODP – raccolta di diapositive OpenDocument
  - ODS – cartella di lavoro OpenDocument
- HTML – formato standard per la rappresentazione di ipertesti sul Web
- PDF – formato per documenti portabili (sola lettura)
  - PDF/A – formato documentale per l'archiviazione a lungo termine
- RTF – formato per documenti testuali
- TEX – formato per la descrizione tipografica di documenti, usato per pubblicazioni in ambito scientifico e matematico
- TXT – documento di testo semplice (ASCII o Unicode)
- XML – formato generico per documenti strutturati secondo uno schema XML
  - TEI – formato per la rappresentazione di testi digitali leggibili da una macchina, orientato alle scienze umane, sociali e linguistiche
  - DocBook – formato documentale basato su testo strutturato, orientato alla produzione di libri e altre pubblicazioni di carattere tecnico, spesso di ambito informatico